# David Thouless
David James Thouless (Bearsden, 21 september 1934 – Cambridge, 6 april 2019) was een Brits natuurkundige. In 1990 won hij samen met Pierre-Gilles de Gennes de Wolfprijs in de natuurkunde. In 2016 won hij samen met zijn landgenoten Duncan Haldane en Michael Kosterlitz de Nobelprijs voor Natuurkunde voor theoretische ontdekkingen van topologische fase-overgangen en topologische fasen van materie.

## Biografie
Thouless verkreeg zijn opleiding aan het Winchester College en behaalde zijn bachelorgraad aan Trinity Hall, Cambridge. Onder Hans Bethe promoveerde hij aan de Cornell-universiteit en hij was postdoc aan de Universiteit van Californië - Berkeley. Hij was hoogleraar mathematische fysica aan de Universiteit van Birmingham (1965-1978) voordat hij in 1980 hoogleraar fysica werd aan de Universiteit van Washington in Seattle. Hier bleef hij aan tot zijn pensionering in 2014, waarna hij met zijn echtgenote Margaret in het Britse Cambridge ging wonen.

## Werk
Thouless heeft vele theoretisch bijdragen geleverd met betrekking tot het verklaren van systemen omtrent atomen en elektronen en die van nucleonen. Zijn werk omvat bijdragen over supergeleidende fenomenen, eigenschappen van nucleaire materie en aangeslagen collectieve bewegingen binnen atoomkernen.
Samen met zijn postdoc Kosterlitz onderzocht Thouless hoe elektronen zich gedragen in materialen waarin elektronen alleen kunnen bewegen in een dunne tweedimensionale lagen supergeleidend materiaal. De kwantummechanica bepaalt dat zulke elektronen zich gedragen als een collectief 'geknoopt' paar en hierbij als een 'vortice' (draaikolk) bewegen. Deze 'vortices' kunnen verschillende vormen aannemen die topologisch van elkaar verschillen. Ofwel, ze worden gekarakteriseerd door het topologische begrip van windingsgetal in de ruimte. Samen ontdekten ze dat zulke geknoopt elektronen kunnen overspringen van de ene naar de andere toestand, de topologische of Kosterlitz-Thouless-faseovergang. De theorie van KT-overgangen bleek universeel toepasbaar te zijn, niet alleen op het terrein van de gecondenseerde materie maar ook op andere gebieden van de natuurkunde zoals de atomaire fysica en statische mechanica.
Door topologie op een slimme manier te koppelen aan tweedimensionale lagen kon Thouless een verklaring leveren voor het kwantum-hall-effect. Bij dit effect, dat reeds in 1980 was gemeten door de Duitse fysicus Klaus von Klitzing, verandert de elektrische geleiding niet geleidelijk maar sprongsgewijs met een variabel magnetisch veld waarin het zich bevindt.